# Río María Aguilar
Río María Aguilar är ett vattendrag i Costa Rica.   Det ligger i provinsen San José, i den centrala delen av landet.